# Dents de la Portetta
Les dents de la Portetta forment une montagne de France située en Savoie, dans le massif de la Vanoise, au-dessus de Pralognan-la-Vanoise. Son point culminant est le rocher de Plassa à 2 865 mètres d'altitude. Les autres sommets sont l'aiguille d'Août, l'aiguille de Mey, la roche de Moret, le rocher de Bertou, la dent du Biol, le Doigt, le Gendarme, la Tour Penchée, le Bec. Au nord, la montagne se prolonge par la crête du Mont Charvet et la dent du Villard, au sud, elle est séparée du Petit Mont Blanc par le col des Saulces.

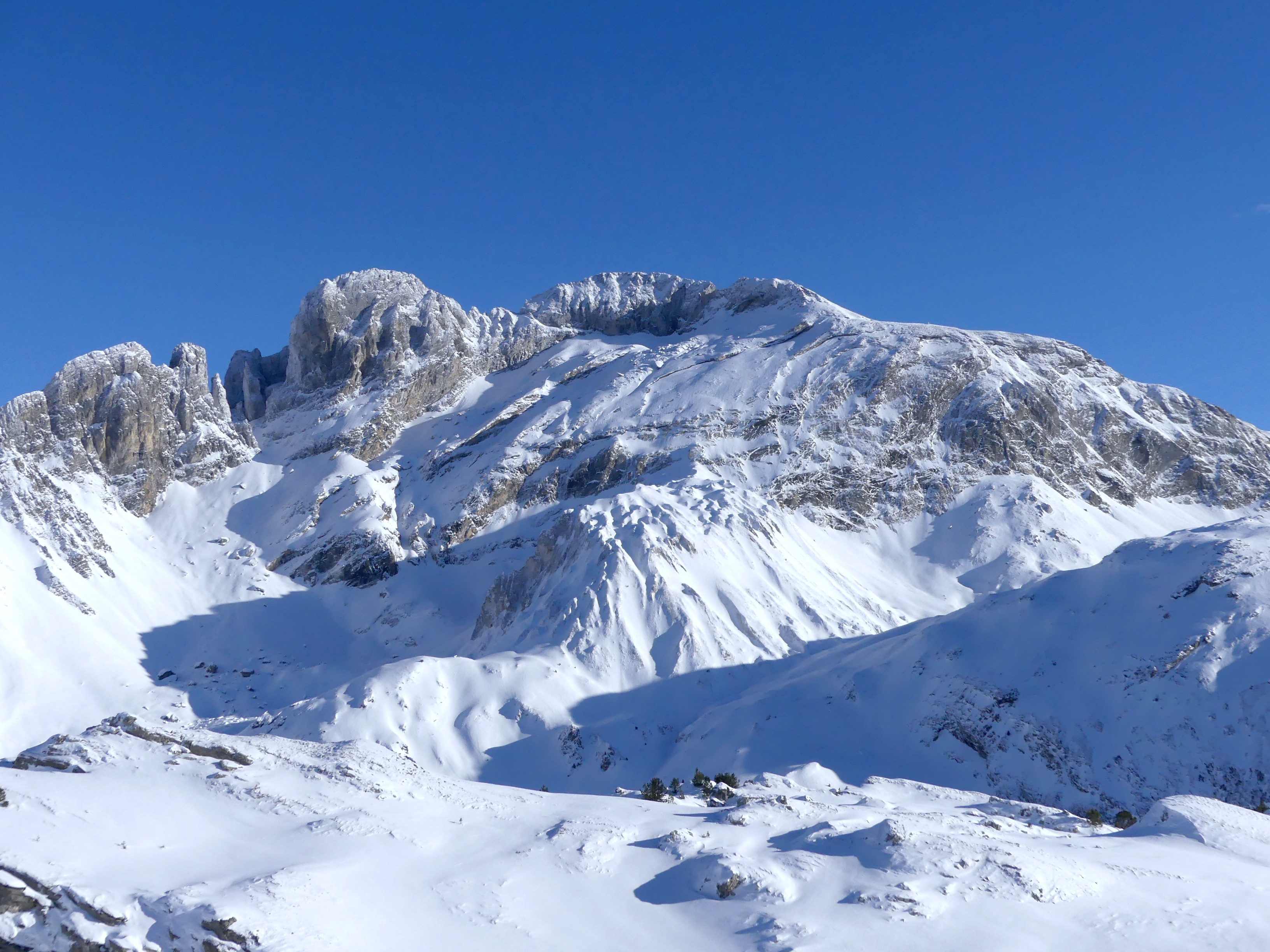
Les dents de la Portetta en hiver depuis l'ouest.

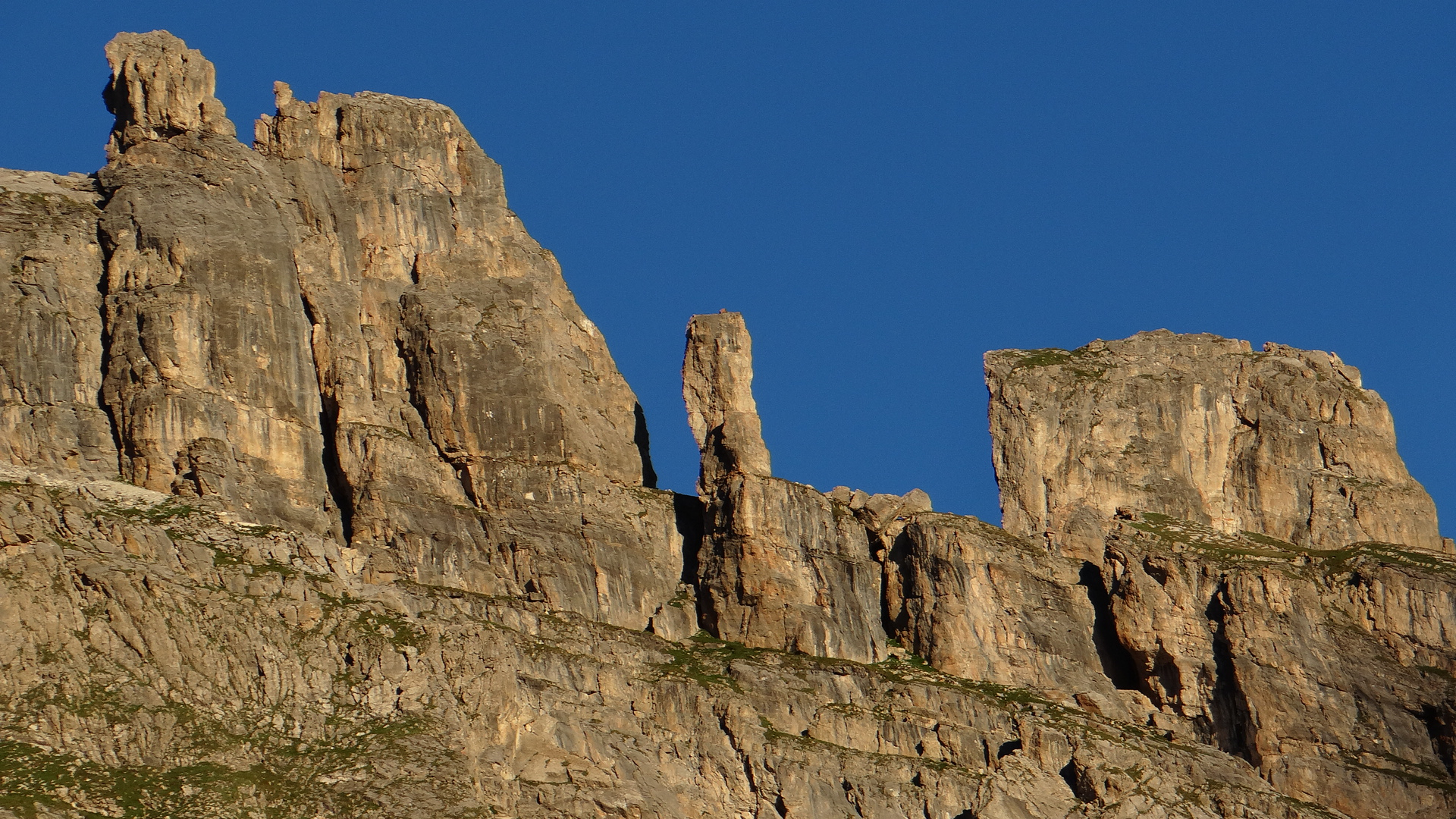
Rochers ruiniformes dans les dents de la Portetta.